# 부산대학교 구 본관
부산대학교 구 본관은 부산광역시 금정구 장전동, 부산대학교에 있는 건축물로 현재는 부산대학교 인문관으로 활용되고 있다. 2014년 10월 30일 대한민국의 국가등록문화재 제641호로 지정되었다.

## 개요
구 본관은 한국 현대건축사에서 매우 중요한 의미를 갖고 있는 김중업의 작품으로 그의 초기 건축적 특성을 잘 보여주는 대표적 작품 중 하나로 가치가 있다.
급한 경사지에 필로티를 이용하여 다른 건물로의 동선을 원활하게 하여 본관을 중심으로 각 공간을 연결시키고 있으며, 규칙적인 모듈에 의한 평면 구성과 높은 층고, 전면 계단실의 넓은 유리를 통한 파노라마 경관, 후면부의 모자이크 창 구성 등이 특징적이다.

## 같이 보기
- 김중업
- 부산대학교 무지개문 및 구 수위실

## 참고 자료
- 부산대학교 구 본관 - 국가유산청 국가유산포털